# باول لافي
باول لافي (بالإنجليزية: Paul Levy)‏ هو صحفي أمريكي، ولد في 26 فبراير 1941.